# Brigitte Stoll
Brigitte Stoll, geb. Wolf (* 4. August 1927 in Breslau, Schlesien; † 12. Februar 2020 in Emden) war eine deutsche Politikerin (CDU) und Mitglied des Niedersächsischen Landtages.

## Leben
Brigitte Stoll besuchte zunächst das Breslauer König-Wilhelm-Gymnasium und setzte ihren Schulbesuch nach der Vertreibung aus Schlesien in Emden fort, wo sie 1948 mit dem Abitur abschloss. Zwei Jahre später absolvierte sie eine Prüfung als ländliche Hauswirtschaftsgehilfin. Sie arbeitete zunächst von 1951 bis 1955 in Emden im elterlichen Betonwerk Wolf KG als Sekretärin. Im Jahr 1973 absolvierte sie eine Prüfung als Hauswirtschaftsmeisterin.
Von 1972 bis 1990 war sie Mitglied im Landesvorstand der niedersächsischen CDU. Sie übernahm den Vorsitz im Emder Kreisverband des Bundes der Vertriebenen. In der Stadt Emden wurde sie 1972 in den Stadtrat gewählt und übernahm 1986 den Vorsitz der CDU-Fraktion.
Vom 21. Juni 1978 bis 20. Juni 1982 (9. Wahlperiode) und vom 26. April 1983 bis 20. Juni 1994 (10. bis 12. Wahlperiode) war sie Abgeordnete im Niedersächsischen Landtag. Vom 28. Juni 1978 bis 20. Juni 1982 und vom 9. Juli 1986 bis 20. Juni 1994 wirkte sie dort als Schriftführerin.
Mit ihrem Ehemann Günther Stoll (1920–2006) hatte sie vier Kinder.